# Euonymus viburnoides
Euonymus viburnoides är en benvedsväxtart som beskrevs av David Prain. Euonymus viburnoides ingår i släktet Euonymus och familjen Celastraceae. Inga underarter finns listade.